# Церковь Константина и Елены в Кремле
Церковь Святых Константина и Елены — утраченный православный храм в Москве, находившийся в Московском Кремле рядом с Константино-Еленинской башней, в нижнем саду. 
Был построен на средства царицы Натальи Нарышкиной в 1692 году. Разрушен в 1928 году.

## История
Церковь упоминается в летописном сообщении о пожаре 1470 года:

Того же лета, месяца августа в 30 день, исходящу второму часу, загореся Москва внутри града на Подоле, близ Костянтина и Елены, от Богданова двора Носова; а до вечерни и выгорел весь, вста бо тогда и ветр силен с полунощи; и за рекою многи дворы погорели, а иных отъимали; а головни и береста со огнём добре далече носило, за много верст.
— Никоновская летопись

Церковь документально известна с 1627 года как деревянная.

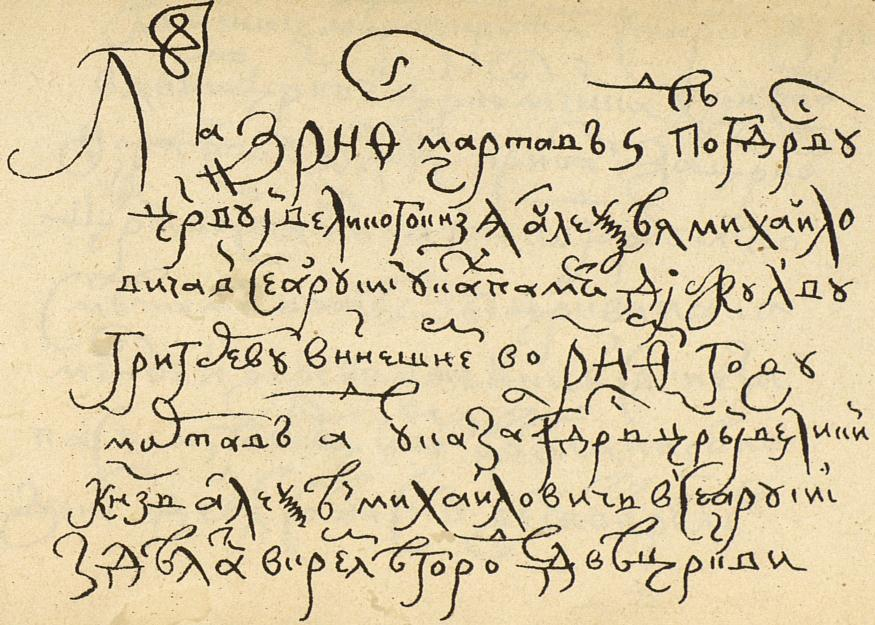
Старинный документ о постройке Константино-Еленинской церкви

К 1651 году в Кремле оставалось всего две деревянных церкви: Константино-Еленинская, что под горой, и мученика Христофора, что у Холопьего приказа. 1 (11) марта того же года их велено было построить каменными, «мерою против старых деревянных церквей». 
В 1692 году патриарх Адриан освятил церковь, выстроенную иждивением царицы Натальи Кирилловны Нарышкиной и царевича Алексея Петровича. С этих пор облик церкви почти не менялся. 
В 1738 г. ремонтировалась после пожара архитектором И. М. Мичуриным. В 1756 г. ремонтировалась под наблюдением князя Д. В. Ухтомского; был сделан новый иконостас и расписаны стены храма. С 1778 года известен придел Николая Чудотворца.
Храм находился «на подоле» вблизи башни, имеющей то же название. Церковь хотя не пострадала во время пожара 1812 года, однако была разорена французами. В 1836 году она была отремонтирована и 26 сентября 1837 года освящена митрополитом Филаретом.

### После революции

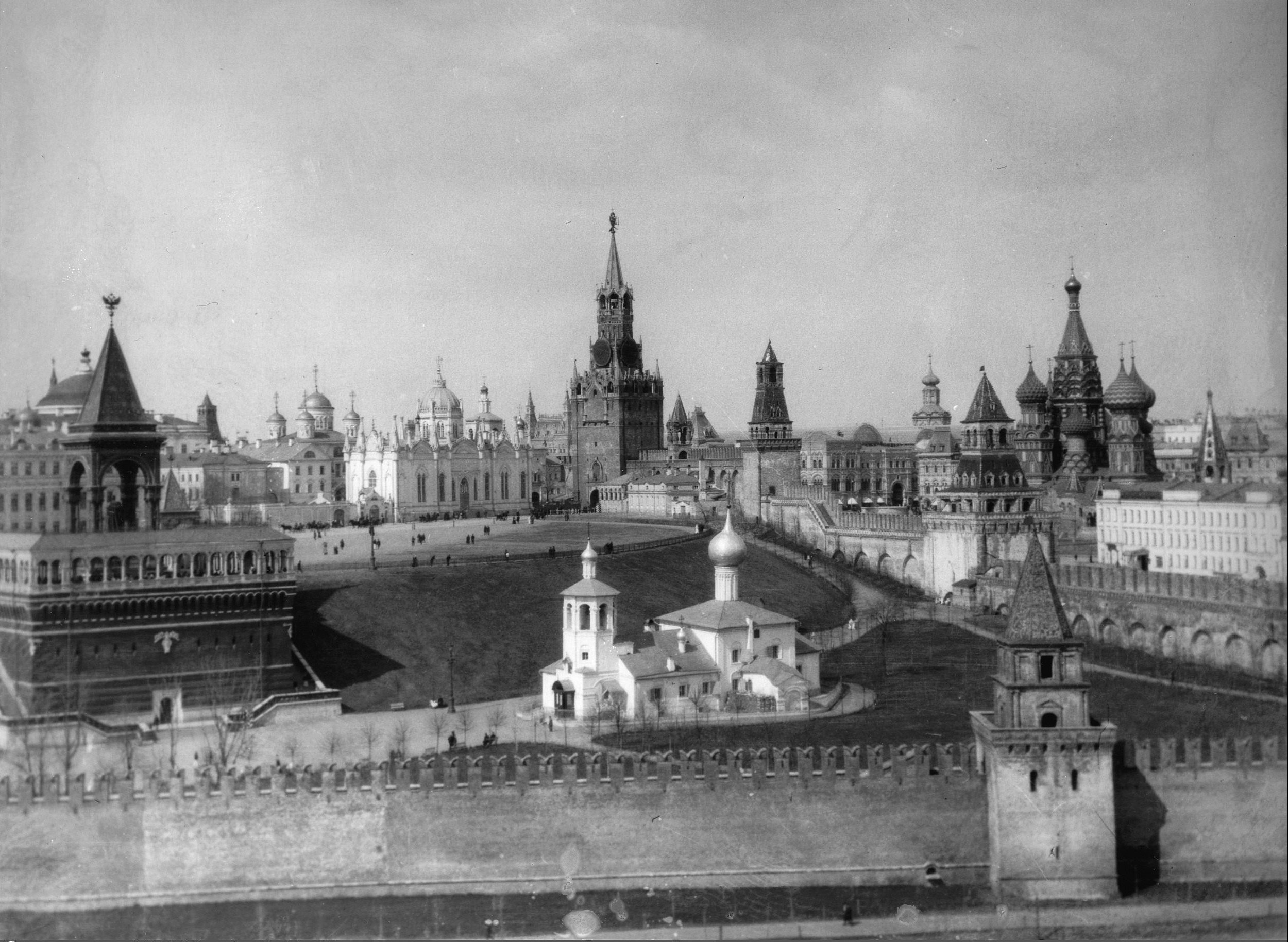
Вид со стороны реки на церковь Константина и Елены. Начало XX века.

Решение о разборке здания древней церкви принял в мае 1928 года секретариат ВЦИК под предлогом «расширения площади кремлёвского сада».
В 1928 году церковь Святых Константина и Елены снесли. Она стала первым снесённым храмом на территории Кремля с момента прихода к власти большевиков и первой в большой череде утрат памятников архитектуры Московского Кремля в 1928—1930 годах. Сейчас рядом с этим местом вертолётная площадка.

## Святыни
Внутри находилась редкая икона с изображением 150 явлений икон Божией Матери. 
Другая икона Константино-Еленинского храма — «Нечаянная радость» — попала в храм Воскресения Христова в Сокольниках. В 1944 году настоятель храма Ильи Обыденного Александр Толгский по благословению патриарха Сергия перенёс её в свой храм, где она ныне и находится. По другим сведениям, эта икона изначально находилась в другой кремлёвской церкви — Благовещения на Житном дворе. А по воспоминаниям А. Ч. Козаржевского, в храме Похвалы Богородицы в Башмакове (Пречистенская набережная, 45) «находился перенесённый из Кремля чудотворный образ Божией Матери „Нечаянная радость“, перед которым по пятницам служился акафист с пением части хора под управлением знаменитого регента Нестерова».

## Священники
- Никита Дмитриев Сахаров